# キーラ・ナイトレイ
キーラ・クリスティーナ・ナイトレイ（Keira Christina Knightley OBE, 1985年3月26日 - ）は、イギリスの女優。
「ナイトレイ」と日本語表記されていることが多いが正しい発音は（/ˈkɪərə ˈnaɪtli/）であり、「ナイトリー」の表記がより原音に忠実である。「ケーラ・ナイトリー」や「キーラ・ナイトレー」と表記されることもある。

## 生い立ち
イングランド・ロンドンのテディントンで生まれ、リッチモンドで育つ。父親は舞台役者のウィル・ナイトレイ (Will Knightley) 、母親はウェールズ人の血を引くスコットランド人劇作家のシャーマン・マクドナルド (Sharman Macdonald) 。1978年生まれの兄キャレブがいる。名前のキーラはゲール語で「黒い髪」という意味であり、元のつづりは「Kiera」である。幼い頃から役者志望であり、また両親だけにエージェントがいることに不満を持ち、自分にもエージェントが欲しいと両親にせがんだ。6歳の時に、母親と「学校が休みの時だけ演技の仕事をしてもいいわ」という約束をし、エージェントが付くようになる。
キーラは学習障害のひとつ、ディスレクシア（識字障害）のため、録音読書で学習したり、色付き眼鏡をかけて文章の文字が混じって見えないように工夫し読書している。10代の時にプロの助けを借りて克服した。

## キャリア

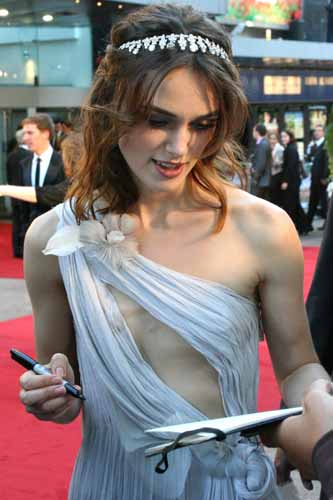
『つぐない』のプレミアにて（2007年）

### 俳優活動
1993年にテレビドラマ『Ballykissangel』でデビュー。1995年に『A Village Affair』で映画初出演を果たす。1999年公開の『スター・ウォーズ エピソード1/ファントム・メナス』でナタリー・ポートマン演じるアミダラ女王の影武者役に抜擢され注目を集める（同作のエンドロールでは「KIERA KNIGHTLEY」と誤った表記がされている）。2001年に放送されたテレビ映画『レジェンド・オブ・アロー』で初主演を果たす。
2002年に『ベッカムに恋して』がアメリカでヒットし、アメリカでの人気が急上昇する。そして、2003年公開のハリウッド大作『パイレーツ・オブ・カリビアン/呪われた海賊たち』のヒロインエリザベス・スワン役に抜擢され、同作品も記録的大ヒットを記録して、17歳にして一気にハリウッド・トップスターの仲間入りを果たした。この年の『Hello!』誌や『Entertainment Weekly』誌は「有望な10代のスター」、「今年最もブレイクしたムービー・スター」に選んだ。
2005年には3本の主演映画が公開されるが、『ジャケット』と『ドミノ』は期待されたほどの興行収入・評価が得られなかった。しかし、ジェーン・オースティン原作の『プライドと偏見』では主役のエリザベス役で、史上3番目（20歳と311日）の若さでアカデミー主演女優賞にノミネートされ、映画芸術科学アカデミーの会員へ招待された。
2007年は『プライドと偏見』の監督ジョー・ライトと再びタッグを組んだイアン・マキューアン原作の『つぐない』でゴールデングローブ賞 主演女優賞（ドラマ部門）にノミネートされた。翌年公開の『ある公爵夫人の生涯』ではデヴォンシャー公爵夫人を演じた。
2009年12月にモリエール作の現代版『人間嫌い』で舞台デビューし、ローレンス・オリヴィエ賞助演女優賞にノミネートされた。
2018年6月にはこれまでの女優としてのキャリアとチャリティー活動が評価され、大英帝国勲章第四位 OBEを叙勲した。

### その他の活動

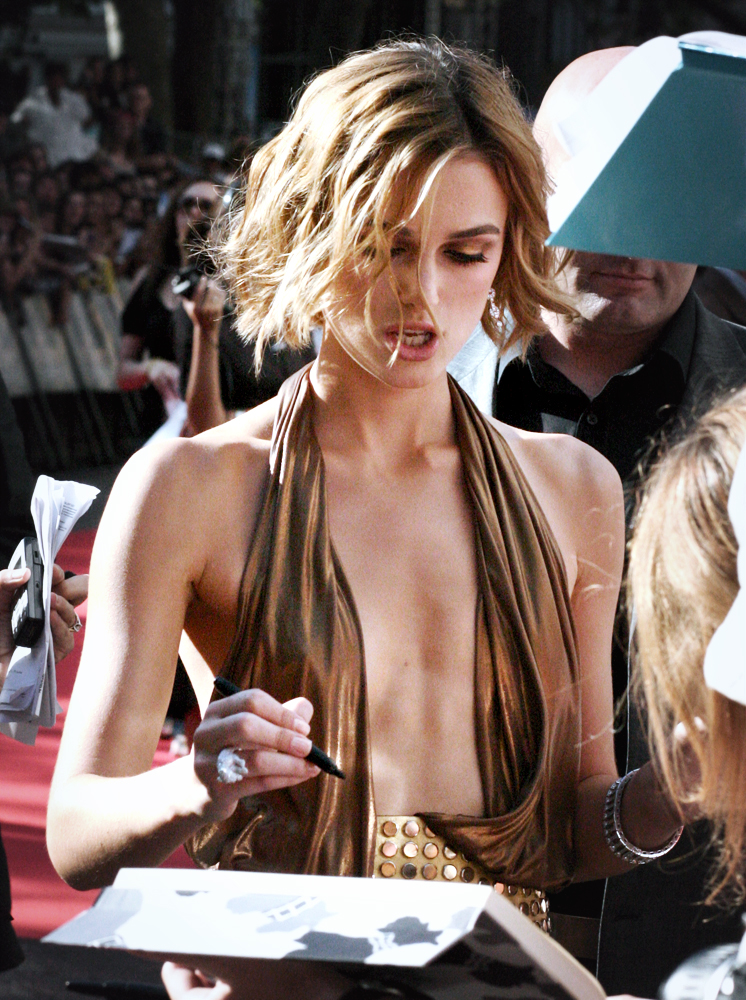
『パイレーツ・オブ・カリビアン/デッドマンズ・チェスト』のプレミアにて（2006年）

2003年から2年間ユニリーバ・ジャパンの「ラックス スーパーリッチ」のCMに出演。2007年からはシャネルの香水「ココ・マドモアゼル」の広告塔に起用されており、このCMでココ・シャネルを演じている。
2006年2月にスカーレット・ヨハンソンと共に表紙を飾った『ヴァニティ・フェア』誌でセミヌード姿を披露し、話題となった。また、同年の『FHM』誌では「世界で最もセクシーな女性100人」の1位となった（この時21歳で同ランキングの最年少1位）。2007年の「最も稼ぐ25歳以下の有名人」ランキングでは10位に、「最も稼いだハリウッド女優トップ10」では7位にランクインした。
チャリティー活動も積極的に行っており、2006年4月に自身がアカデミー賞で着用したヴェラ・ウォンのドレスをオークションにかけ、落札金をオックスファム（オックスフォード大学の飢餓救済委員会）を通じて東アフリカの救援活動に寄付した。また、アムネスティ・インターナショナルの人権を支持するキャンペーンの一環として短編映画や2009年4月にはウィメンズ・エイドによる家庭内暴力反対のCM（監督はジョー・ライト）に出演。

### 容姿
ハリウッドスター屈指のクラシックな美貌はデビュー時から米ピープル誌などから注目され、「絶世の美女」とも呼ばれるなど女性人気も高い。
非常に細身の体型であることから拒食症や摂食障害と噂されることが多いが、キーラ自身は単なる体質であり、拒食症ではないと否定している。2007年にデイリー・メールが「拒食症で死亡した少女の記事」と一緒にキーラの写真を掲載し、少女の死に責任があるように記事を書いたことを訴え、3000ポンド（約72万円）の賠償金を勝ち取り、摂食障害のための基金に寄付した。

## 人物・私生活
2003年12月にジェイミー・ドーナンと交際を始めた。2005年から2010年まで『プライドと偏見』で共演したルパート・フレンドと交際していた。2011年3月からイギリスのロックバンドクラクソンズのジェイムズ・ライトンと交際し、2013年5月に結婚。結婚式は南フランスのマザンの公民館で家族、友人など11人の前で、カジュアルな装いで行われた。
当時3歳の自身の娘に対して、『シンデレラ』や『リトル・マーメイド』といった「男性に尽くす女性」を描く古いディズニー映画を観せるのは禁止していると語っている。
ウェストハム・ユナイテッドのサポーター。愛読書はトルストイの『戦争と平和』。好きな映画は『ゴッドファーザー』。イギリスのソープオペラ『Emmerdale』のファン。

## 資産
2004年6月、『Hollywood News Wire』によれば、ロンドンに200万ポンド（日本円で約2億円）でアパートを購入した。
2010年11月、英『ヒート・マガジン』が「最もリッチな30歳未満のイギリス人スター」のランキングを発表し、推定総資産額が約3010万ポンド（日本円で約39億3300万円）で2位にランクインした。
2010年11月、『ザ・サン』紙によると、ロンドンの自宅アパートが空き巣被害に遭っていたことが明らかになった。キーラ自身は映画のプロモーションでローマに行っていたために無事だったが、ノートパソコンと身の回りの品が盗まれたという。被害額は20万円程度だったが、ノートパソコンに個人情報の他、プライベートな写真も保存されていたため、今後これらがネット上に流れる可能性があるという。
2011年5月、BANG Media Internationalによると、イギリスの30歳未満の億万長者リストが発表され、総資産3,000万ポンド（日本円で約39億6,000万円）で10位にランクインしている。

## 著書

### 寄稿
- Feminists Don't Wear Pink (and other lies): Amazing women on what the F-word means to them, (2018年) Penguin. ISBN 978-0241357187

## 主な出演作品

### 映画
| 公開年 | 邦題 原題                                                                                            | 役名                                         | 備考 | 吹き替え   |
| ------ | --- | -------------------------------------------- | --- | ---------- |
| 1995   | イノセント・ライズ Innocent Lies                                                                     | 少女時代のセリア                             | | 無し       |
| 1999   | スター・ウォーズ エピソード1/ファントム・メナス Star Wars: Episode I - The Phantom Menace            | 侍女サーベ                                   | | 坂本真綾   |
| 2001   | Deflation                                                                                            | ジョガー                                     | | N/A        |
| 2001   | 穴 The Hole                                                                                          | フランシス・“フランキー”・オルモンド・スミス | | 柳沢真由美 |
| 2002   | サンダーパンツ! Thunderpants                                                                         | 音楽学校の生徒                               | クレジット表記なし | 不明       |
| 2002   | PURE ピュア Pure                                                                                     | ルイーズ                                     | | 弓場沙織   |
| 2002   | ベッカムに恋して Bend It Like Beckham                                                                | ジュリエット・“ジュールズ”・パクストン       | | 本田貴子   |
| 2002   | New Year's Eve                                                                                       | レア                                         | | N/A        |
| 2002   | The Seasons Alter                                                                                    | ヘレナ                                       | | N/A        |
| 2003   | パイレーツ・オブ・カリビアン/呪われた海賊たち Pirates of the Caribbean: The Curse of the Black Pearl | エリザベス・スワン                           | | 弓場沙織   |
| 2003   | ラブ・アクチュアリー Love Actually                                                                   | ジュリエット                                 | | 弓場沙織   |
| 2004   | キング・アーサー King Arthur                                                                         | グウィネヴィア                               | | 弓場沙織   |
| 2005   | ジャケット The Jacket                                                                                | ジャッキー・プライス                         | | 園崎未恵   |
| 2005   | ドミノ Domino                                                                                        | ドミノ・ハーヴェイ                           | | 眞鍋かをり |
| 2005   | プライドと偏見 Pride & Prejudice                                                                     | エリザベス・ベネット                         | アカデミー主演女優賞ノミネート ゴールデングローブ賞 主演女優賞（ミュージカル・コメディ部門）ノミネート | 弓場沙織   |
| 2006   | パイレーツ・オブ・カリビアン/デッドマンズ・チェスト Pirates of the Caribbean: Dead Man's Chest       | エリザベス・スワン                           | | 弓場沙織   |
| 2007   | パイレーツ・オブ・カリビアン/ワールド・エンド Pirates of the Caribbean: At World's End               | エリザベス・スワン                           | | 弓場沙織   |
| 2007   | シルク Silk                                                                                          | エレーヌ・ジョンクール                       | | 弓場沙織   |
| 2007   | つぐない Atonement                                                                                   | セシーリア・タリス                           | ゴールデングローブ賞 主演女優賞（ドラマ部門）ノミネート 英国アカデミー賞 主演女優賞ノミネート | 弓場沙織   |
| 2008   | ザ・エッジ・オブ・ウォー 戦火の愛 The Edge of Love                                                   | ヴェラ・フィリップス                         | | 無し       |
| 2008   | ある公爵夫人の生涯 The Duchess                                                                       | デヴォンシャー公爵夫人ジョージアナ           | | 弓場沙織   |
| 2009   | The Continuing and Lamentable Saga of the Suicide Brothers                                           | 妖精                                         | 短編映画 | N/A        |
| 2010   | ロンドン・ブルバード -LAST BODYGUARD- London Boulevard                                               | シャーロット                                 | | 弓場沙織   |
| 2010   | わたしを離さないで Never Let Me Go                                                                   | ルース                                       | | 弓場沙織   |
| 2010   | 恋と愛の測り方 Last Night                                                                            | ジョアンナ・リード                           | | 弓場沙織   |
| 2010   | Steve                                                                                                | 女性                                         | 短編映画 | N/A        |
| 2011   | 危険なメソッド A Dangerous Method                                                                    | ザビーナ・シュピールライン                   | | 無し       |
| 2012   | エンド・オブ・ザ・ワールド Seeking a Friend for the End of the World                                 | ペニー                                       | | 弓場沙織   |
| 2012   | アンナ・カレーニナ Anna Karenina                                                                     | アンナ                                       | | 弓場沙織   |
| 2013   | Once Upon a Time...                                                                                  | ガブリエル・シャネル                         | 短編映画 | N/A        |
| 2013   | はじまりのうた Begin Again                                                                           | グレッタ・ジェームス                         | | 弓場沙織   |
| 2014   | エージェント:ライアン Jack Ryan: Shadow Recruit                                                      | キャシー                                     | | 渋谷はるか |
| 2014   | アラサー女子の恋愛事情 Laggies                                                                       | メーガン                                     | | 無し       |
| 2014   | イミテーション・ゲーム/エニグマと天才数学者の秘密 The Imitation Game                                 | ジョーン・クラーク                           | アカデミー助演女優賞ノミネート 英国アカデミー賞 助演女優賞ノミネート ゴールデングローブ賞 助演女優賞ノミネート 全米映画俳優組合賞助演女優賞ノミネート 放送映画批評家協会賞助演女優賞ノミネート フェニックス映画批評家協会賞助演女優賞受賞 ハリウッド・フィルム・アワード助演女優賞受賞 | 佐古真弓   |
| 2015   | エベレスト 3D Everest                                                                                | ジャン・アーノルド                           | | 弓場沙織   |
| 2016   | 素晴らしきかな、人生 Collateral Beauty                                                               | エイミー・ムーア                             | | 渋谷はるか |
| 2017   | レッド・ノーズ・デイ・アクチュアリー Red Nose Day Actually                                           | ジュリエット                                 | テレビ映画 | 無し       |
| 2017   | パイレーツ・オブ・カリビアン/最後の海賊 Pirates of the Caribbean: Dead Men Tell No Tales             | エリザベス・スワン                           | | 弓場沙織   |
| 2018   | コレット Colette                                                                                     | ガブリエル・コレット                         | | 弓場沙織   |
| 2018   | くるみ割り人形と秘密の王国 The Nutcracker and the Four Realms                                        | シュガー・プラム                             | | 坂本真綾   |
| 2019   | オフィシャル・シークレット Official Secrets                                                          | キャサリン・ガン                             | | 無し       |
| 2019   | モーガン夫人の秘密 The Aftermath                                                                     | レイチェル・モーガン                         | | 園崎未恵   |
| 2019   | グリード ファストファッション帝国の真実 Greed                                                        | 本人                                         | | 無し       |
| 2020   | 彼女たちの革命前夜 Misbehaviour                                                                      | サリー・アレクサンダー                       | |            |
| 2021   | サイレント・ナイト Silent Night                                                                      | ネル                                         | | 弓場沙織   |
| 2023   | ボストン・キラー 消えた絞殺魔 Boston Strangler                                                       | ロレッタ・マクラフリン                       | | 無し       |

### テレビ
| 放送年 | 邦題 原題                                                | 役名                   | 備考                    | 吹き替え   |
| ------ | -------------------------------------------------------- | ---------------------- | ----------------------- | ---------- |
| 1993   | Screen One                                               | 少女                   |                         | N/A        |
| 1995   | A Village Affair                                         | ナターシャ・ジョーダン |                         | N/A        |
| 1995   | The Bill                                                 | シャーナ・ローズ       |                         | N/A        |
| 1996   | The Treasure Seekers                                     | プリンセス             |                         | N/A        |
| 1998   | Coming Home                                              | 少女時代のジュディス   |                         | N/A        |
| 1999   | オリバー・ツイスト Oliver Twist                          | ローズ・フレミング     |                         | 岡寛恵     |
| 2001   | レジェンド・オブ・アロー Princess of Thieves             | グウィン               |                         | 園崎未恵   |
| 2002   | ドクトル・ジバゴ Doctor Zhibago                          | ララ・アンティポワ     |                         | 玉川紗己子 |
| 2003   | Gaijin                                                   | ケイト                 | 声の出演                | N/A        |
| 2007   | Robbie the Reindeer in Close Encounters of the Herd Kind | エム                   | 声の出演                | N/A        |
| 2024   | ブラック・ダヴ Black Doves                               | ヘレン・ウェッブ       | Netflixオリジナルドラマ | 弓場沙織   |

### 舞台
| 公演年      | 邦題 原題                    | 役名                      | 備考 |
| ----------- | ---------------------------- | ------------------------- | ---- |
| 2009 - 2010 | 人間嫌い The Misanthrope     | ジェニファー (セリメンヌ) |      |
| 2011        | 噂の二人 The Children's Hour | カレン・ライト            |      |

## 主な受賞
- ロンドン映画批評家協会賞

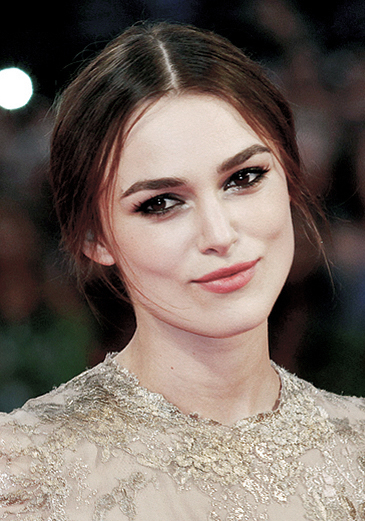
英国アカデミー賞にて（2008年）

  - 2002年度 英国新人賞 『ベッカムに恋して』
- ハリウッド映画祭
  - 2004年度 ブレイクスルー女優賞
- アイルランド映画・テレビ賞
  - 2004年度 主演女優賞 (国外) 『パイレーツ・オブ・カリビアン/呪われた海賊たち』、『キング・アーサー』
- 英国エンパイア映画賞
  - 2007年度 女優賞 『つぐない』

## 関連書籍
- 『キーラ・ナイトレイ 世界が彼女に恋をする』 （ブルース・インターアクションズ、2008年）

## 日本語吹き替え
『PURE ピュア』以降、弓場沙織が専属として大半の作品で声を担当している。
他にも園崎未恵や坂本真綾なども吹き替えを担当している。